# Hôtel de ville de Vitry-le-François
Pour les articles homonymes, voir Couvent des Récollets.
L'hôtel de ville de Vitry-le-François, anciennement le couvent des Récollets, est un édifice civil situé à l'est du centre-ville de Vitry-le-François, sur la place de l'hôtel de ville. Avec son jardin, il fait l’objet d’un classement au titre des monuments historiques depuis le 19 novembre 1941.

## Historique

### Premières constructions
Henri II, successeur du fondateur de la ville François Ier, décréta la construction d'un Palais Royal destiné à accueillir le palais de justice, le service des finances et l'échevinage, dont le rôle était semblable à celui de l'actuel conseil municipal. Son ancienne situation est aujourd'hui celle de la Poste et  de la Caisse d'Épargne, sur la place d'Armes.

### Le bâtiment actuel
Le bâtiment actuel est un ancien couvent de l'Ordre des récollets frères mineurs datant du XVIIe siècle. Il fut en partie détruit lors de l'incendie du 28 juin 1944, pendant le bombardement de la ville. Sa restauration ne s'acheva qu'en 1962.

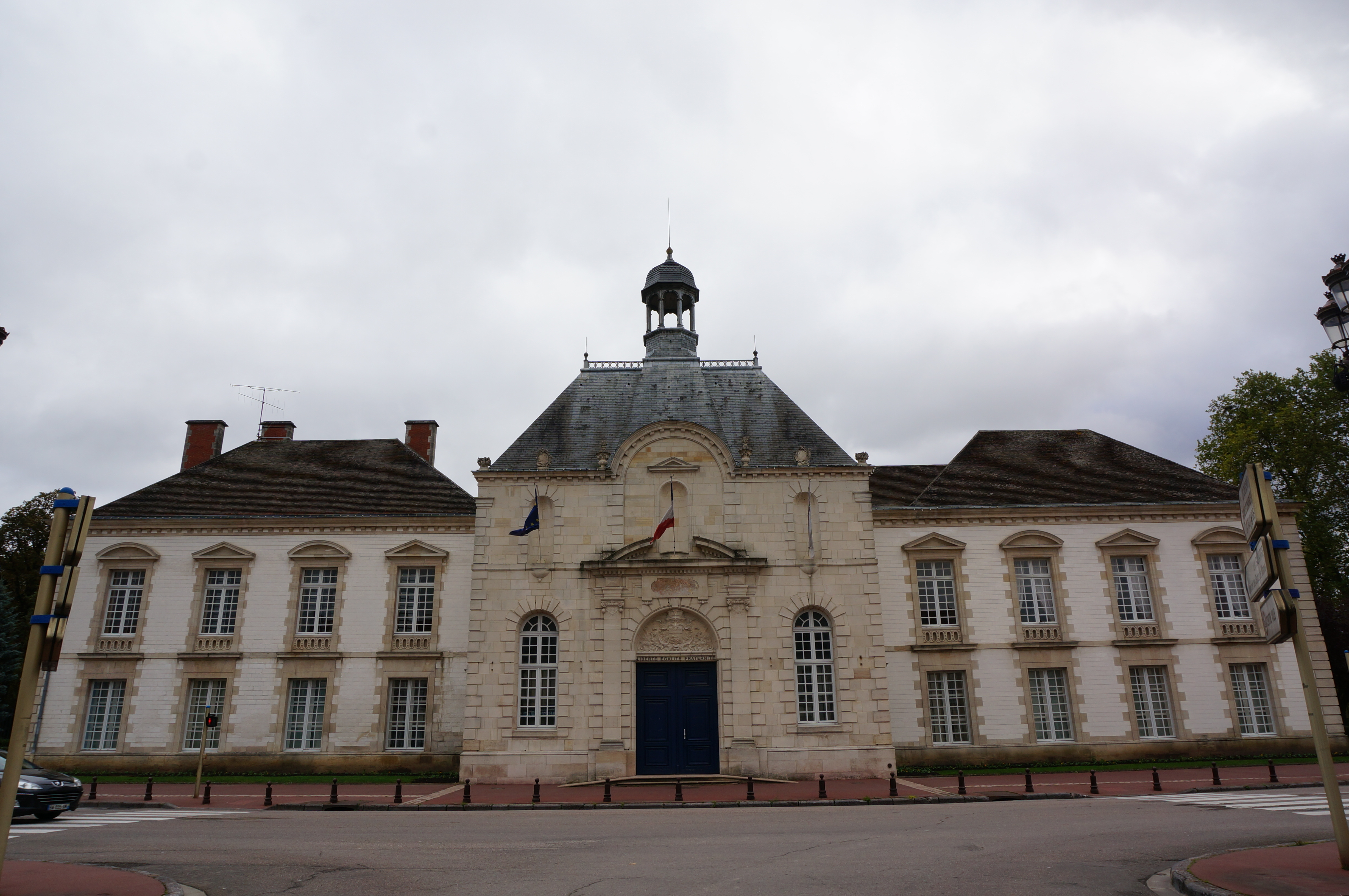
Façade sur rue.
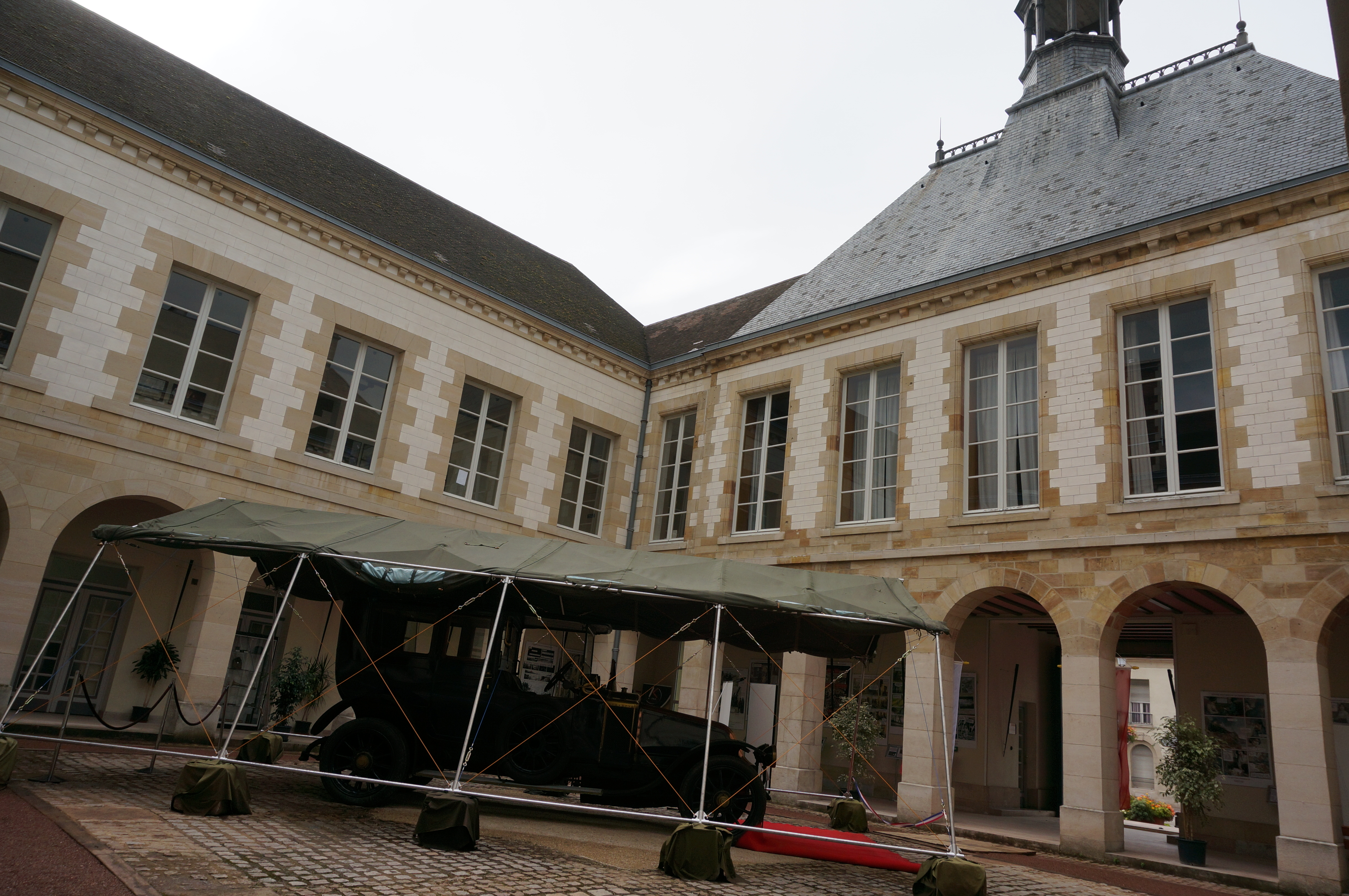
L'exposition Vitry ville hôpital en la cour de la Mairie, la voiture de Joffre.
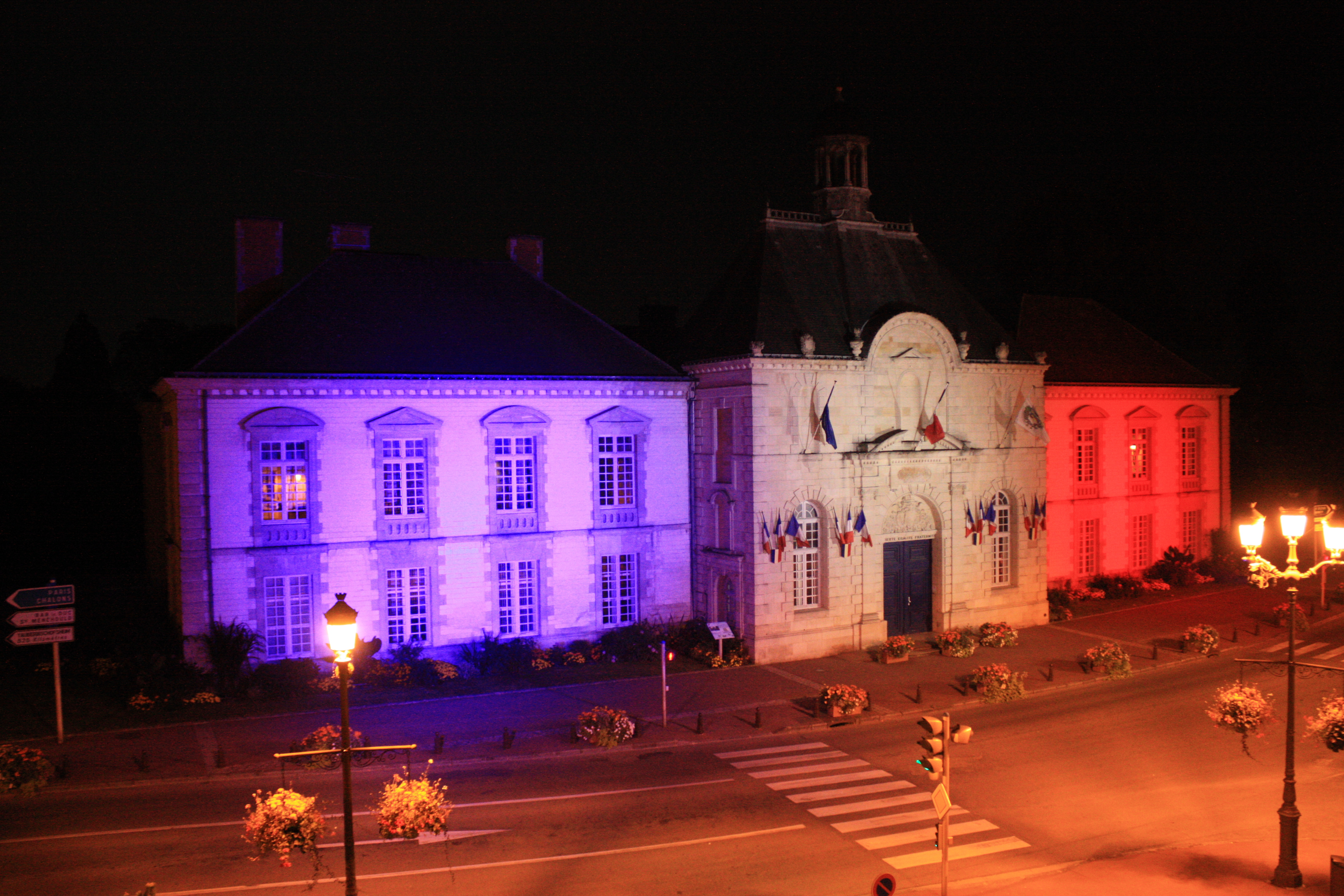
Mairie illuminée pour le centenaire.
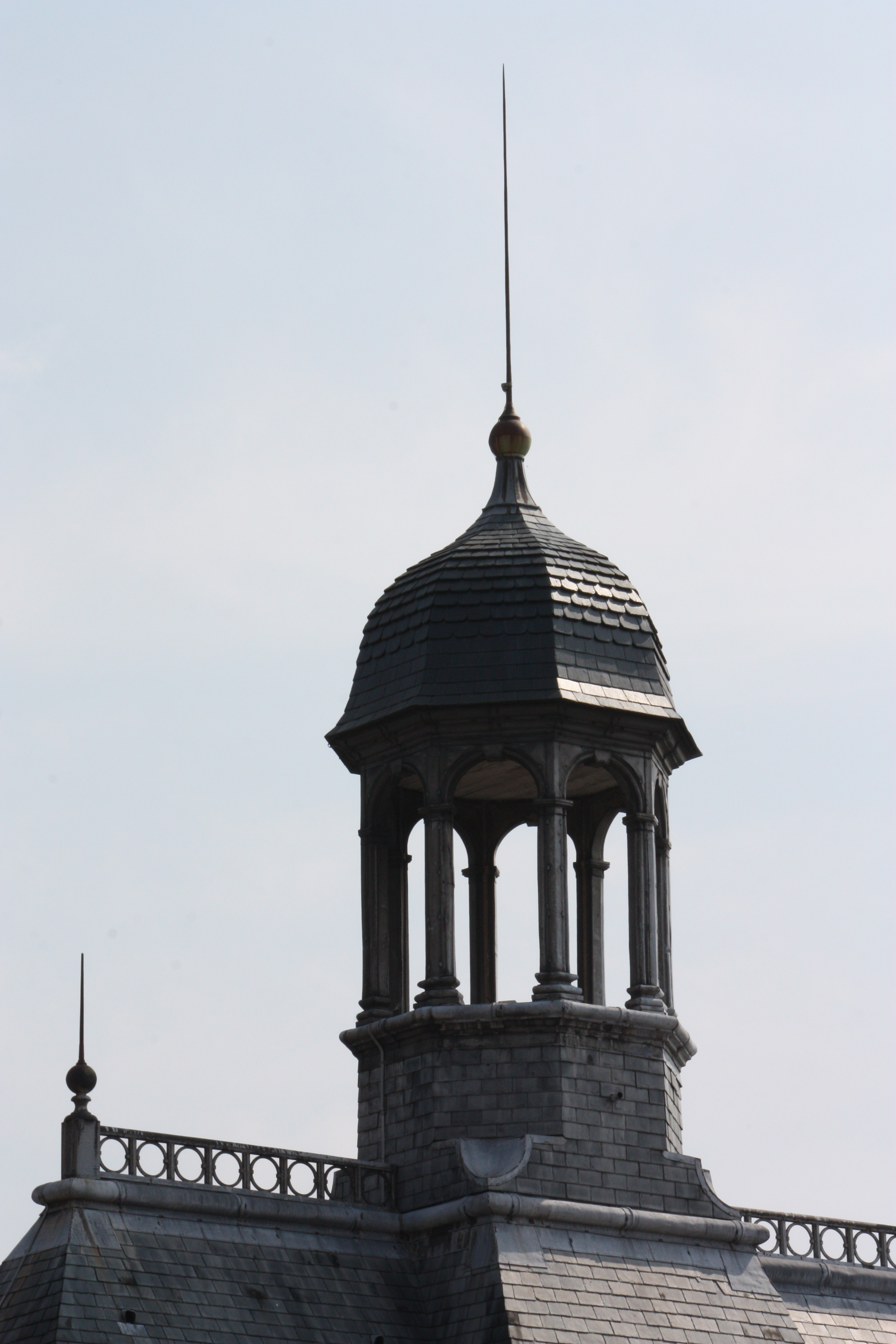
Clocher de l'hôtel de ville.

## Jardin

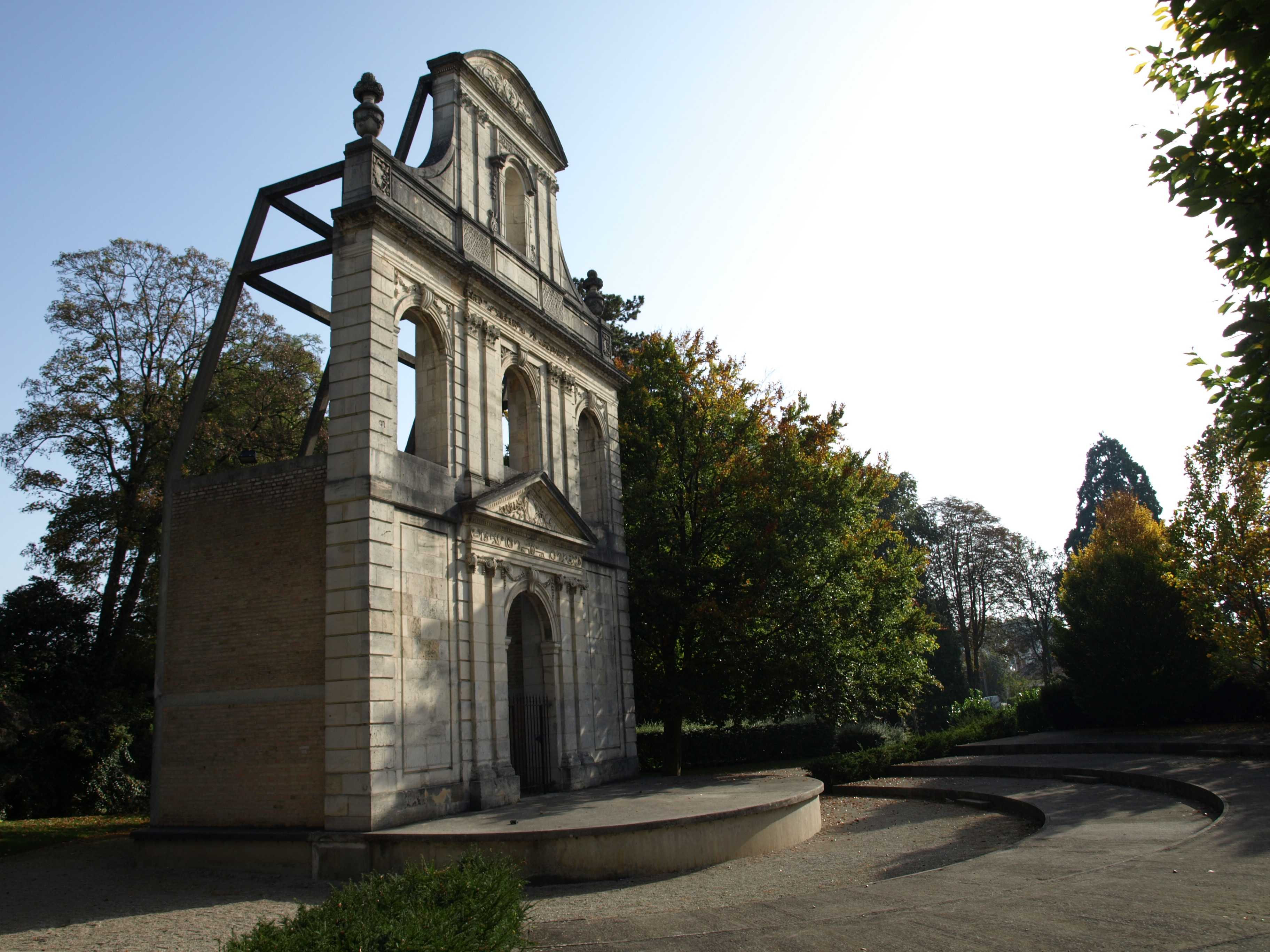
Le théâtre de verdure dont le mur de scène est constitué par la façade de la chapelle de l'ancien collège de garçons.

Le parc de l'hôtel de ville était à l'origine le simple jardin du couvent des Récollets. Il s'étendait sur 79 ares. Durant la Révolution, le jardin fut quelque peu laissé à l'abandon par la municipalité dont il n'était pas la priorité, une partie fut même convertie en parc à boulets jusque dans les années 1830. La création du parc en tant que tel remonte à 1843, lorsque la ville décida « l'établissement d'une promenade dans la jardin de l'hôtel de ville ».
S'il est partiellement aménagé en 1878 par Gabriel Arbeaumont, grâce notamment à l'achat de bancs, ce n'est qu'en 1897, à la suite de la destruction des remparts, que la ville décide de l'agrandir. C'est à l'architecte Berthier qu'est confié cette tâche : il y intègre la place Carnot voisine, masque le château d'eau par une cascade artificielle et y fait notamment construire un kiosque. Il y mêle « jardin à la française » et « jardin à l'anglaise ».
Le jardin s'étend encore par la suite, après la démolition [à compléter ?] enclavés en son sein : un en 1930 et la bourse du travail en 1944, lors du bombardement de Vitry-le-François. La reconstruction de l'hôtel de ville permit au parc de connaître un nouvel agencement avec la création de deux bassins et d'un théâtre de verdure au niveau de la façade de l'ancien collège des garçons. Le kiosque et le château d'eau, dont on conserva la cascade, furent alors démolis. De nouveaux aménagements interviennent en 2003, sans modification importante. Il s'étend de nos jours sur une superficie de 2,60 hectares.

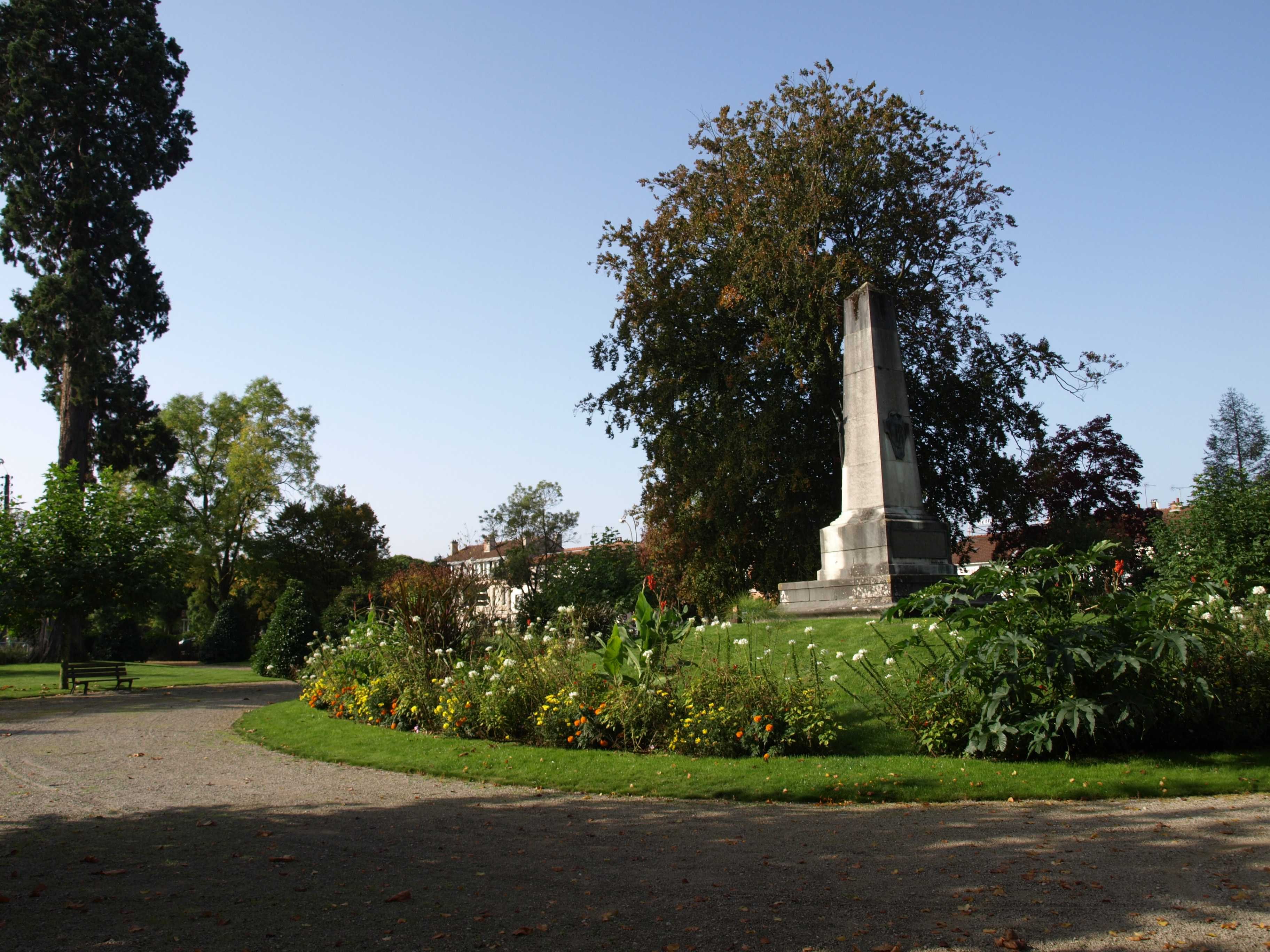
Jardin et le monument à l'Armée, la Revue de Vitry de 1891 par Sadi-Carnot.
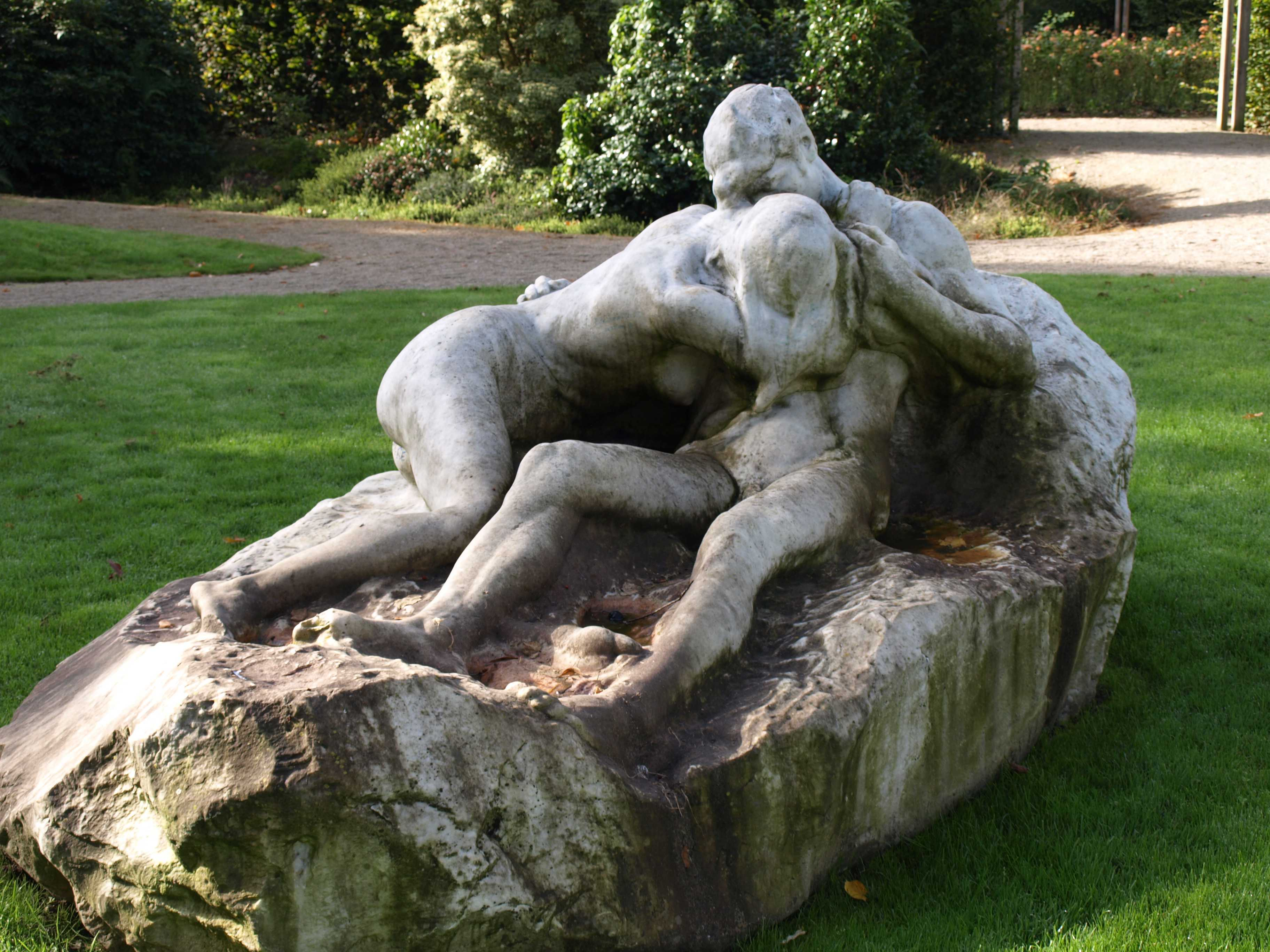
Statue d'Adam et Ève (Alphonse Camille Terroir).